# ناحیه امادور، شهرستان چیساکو، مینه‌سوتا
شهرستان امادور، بخش چیساکو، مینه‌سوتا (به انگلیسی: Amador Township, Chisago County, Minnesota) یک منطقهٔ مسکونی در ایالات متحده آمریکا است که در مینه‌سوتا واقع شده‌است.

## خصوصیات
شهرستان امادور ۷۹٫۲ کیلومترمربع مساحت و ۷۴۴ نفر جمعیت دارد و ۳۰۷ متر بالاتر از سطح دریا واقع شده‌است.